# Обречённые на славу
«Обречённые на славу» (англ. Those About to Die) — американский художественный сериал с Энтони Хопкинсом в главной роли. Режиссёрами выступили Роланд Эммерих и Марко Кройцпайнтнер.
Премьера сериала состоялась 18 июля 2024 на стриминговом сервисе Peacock, а в России 19 июля в онлайн-кинотеатре Амедиатека. Оригинальное название сериала отсылает к известному латинскому крылатому выражению "Ave, Caesar, morituri te salutant" (с лат. — «Славься, Цезарь, идущие на смерть приветствуют тебя»). Литературной основой для проекта стала книга американского писателя Дэниела Мэнникса «Идущие на смерть».

## Сюжет
Действие масштабной исторической драмы разворачивается в Древнем Риме I века в захватывающем, сложном и коррумпированном мире гладиаторских боёв. Персонажи сериала представляют все слои римского общества, здесь сталкиваются спорт, политика и личные интересы героев. В центре внимания находится император Веспасиан, который должен решить, кто из его сыновей достоин стать преемником, а также союз главы преступного мира Тенакса и торговки из римской провинции Калы, которые хотят спасти близких им людей и получить контроль над играми в Колизее.

## В ролях
- Энтони Хопкинс — император Веспасиан [2]
  - Иван Реон — букмекер Тенакс
  - Димитри Леонидас — гонщик на колесницах Скорп
  - Джоджо Макари — Домициан Флавий, младший сын императора
  - Габриэлла Пессион — Антония, знатная дама
  - Сара Мартинш — Кала, торговка из Северной Африки
  - Мо Хашим — Квамэ, охотник на львов, гладиатор
  - Том Хьюз — Тит Флавий, старший сын императора
  - Лара Вулф — Береника, иудейская царица
  - Йоуханнес Хейкюр Йоуханнессон — Вигго, гладиатор из Скандинавии
  - Руперт Пенри-Джонс — римский консул Марс

## Производство
В июле 2022 года стало известно, что сервис Peacock заказал производство исторического сериала, основанного на книге Дэниела Мэнникса «Those About to Die». Режиссёром стал Роланд Эммерих, а сценаристом и одним из продюсеров — Роберт Родэт. В феврале 2023 года в актёрский состав вошли Димитри Леонидас, Габриэлла Пессион, Лоренцо Рикельми и Том Хьюз, а Марко Кройцпайнтнер выступит режиссёром 5 из 10 эпизодов шоу. Производство началось на студии Cinecittà в Риме в марте. Позже стало известно, что актер Иван Реон заменил Рикельми (тот выбыл в связи с конфликтом в съемочных графиках) и исполнил роль Тенакса.
В мае 2023 года Энтони Хопкинс на личной странице в соцсетях поделился своей фотографией в образе императора Веспасиана. Сериал был снят с помощью системы The Volume, состоящей из бесшовных LED-экранов с необходимым антуражем на заднем плане. Бюджет сериала составил около 150 млн. долларов США.

## Список эпизодов
| №  | Название                                    | Режиссёр            | Автор сценария   | Дата премьеры |
| -- | ------------------------------------------- | ------------------- | ---------------- | ------------- |
| 1  | «Восстань или умри» «Rise or Die»           | Роланд Эммерих      | Роберт Родэт     | 18 июля 2024  |
| 2  | «Не верь никому» «Trust None»               | Роланд Эммерих      | Роберт Родэт     | 18 июля 2024  |
| 3  | «На смертном одре» «Death's Door»           | Роланд Эммерих      | Роберт Родэт     | 18 июля 2024  |
| 4  | «Ставка дурака» «Fool's Bet»                | Марко Кройцпайнтнер | Чарльз Холланд   | 18 июля 2024  |
| 5  | «Предательство» «Betrayal»                  | Марко Кройцпайнтнер | Алекс Кармеделл  | 18 июля 2024  |
| 6  | «Кровные отношения» «Blood Relation»        | Марко Кройцпайнтнер | Эва Гонсалес     | 18 июля 2024  |
| 7  | «Смертное ложе» «Death's Bed»               | Марко Кройцпайнтнер | Джилл Роби       | 18 июля 2024  |
| 8  | «Все или ничего» «All or Nothing»           | Марко Кройцпайнтнер | Марисса Лестрейд | 18 июля 2024  |
| 9  | «Жребий брошен» «The Die Is Cast»           | Роланд Эммерих      | Роберт Родэт     | 18 июля 2024  |
| 10 | «Пусть начнутся игры» «Let the Games Begin» | Роланд Эммерих      | Роберт Родэт     | 18 июля 2024  |